# Hunting
Hunting là một xã trong vùng hành chính Lorraine, thuộc tỉnh Moselle, quận Thionville-Est, tổng Sierck-les-Bains, nước cộng hòa Pháp. Tọa độ địa lý của xã là 49° 24' vĩ độ bắc, 06° 19' kinh độ đông. Hunting có điểm thấp nhất là 160 mét và điểm cao nhất là 267 mét. Xã có diện tích 3,78 km², dân số vào thời điểm 1999 là 566 người; mật độ dân số là 149 người/km².

## Thông tin nhân khẩu
| 1962 | 1968 | 1975 | 1982 | 1990 | 1999 |
| ---- | ---- | ---- | ---- | ---- | ---- |
| 271  | 278  | 288  | 474  | 580  | 566  |